# Leionema bilobum
Leionema bilobum är en vinruteväxtart. Leionema bilobum ingår i släktet Leionema och familjen vinruteväxter.

## Underarter
Arten delas in i följande underarter:
- L. b. bilobum
- L. b. serrulatum
- L. b. thackerayense
- L. b. truncatum